# 赤田堅
赤田 堅（あかだ かたし、生年不詳 - 文禄2年（1593年）3月3日）は、戦国時代の武将である。

## 人物
嵯峨源氏渡辺氏流近江赤田氏の最後の当主であり、八町城主四代目。父は赤田姓（信光）で、妻は丹羽長秀の娘決光院とされる。名は「賢」と表記されることもある。
父祖の代のとき、主君であった浅井氏は織田信長によって滅ぼされたため、堅は浪人の身であったが織田方に就き、丹羽長秀の家臣となった。豊臣秀吉の天下統一後は五千石をもって秀吉に召し抱えられるが、仕官後程なくして死去。残された子息四人は皆幼かったため所領は没収され一族離散の憂目となったという。その後、慶長五年に関ヶ原の戦いが起こると堅の子・虎之助は、赤田氏再興を図って西軍に属し力戦したが、合戦は西軍の敗北に終わり再興は頓挫、近江赤田氏は下野することになった。
また、堅や虎之助について飛騨高山赤田氏の赤田源敬はその存在自体を後世の創作かつ架空のものであると主張している。